# League of Ireland 2017
Die League of Ireland 2017 (offiziell: Airtricity League nach dem Ligasponsor Airtricity) war die 97. Spielzeit der höchsten irischen Fußballliga. Die Saison begann am 24. Februar 2017 und endete am 27. Oktober 2017. Titelverteidiger war der Dundalk FC.
Cork City wurde zum dritten Mal Meister.

## Modus
Die zwölf Mannschaften spielten jeweils dreimal gegeneinander. Jedes Team absolvierte dabei 33 Saisonspiele. Der Tabellenletzte stieg direkt ab, der Vorletzte musste in die Relegation.

## Vereine
| Verein                | Wappen                | Stadt      | Stadion            | Kapazität |
| --------------------- | --------------------- | ---------- | ------------------ | --------- |
| Bohemians Dublin      | Bohemians Dublin      | Dublin     | Dalymount Park     | 7.955     |
| Bray Wanderers        | Bray Wanderers        | Bray       | Carlisle Grounds   | 3.250     |
| Cork City             | Cork City             | Cork       | Turners Cross      | 7.485     |
| Derry City            | Derry City            | Derry      | Brandywell Stadium | 7.700     |
| Drogheda United       | Drogheda United       | Drogheda   | United Park        | 4.500     |
| Dundalk FC            | Dundalk FC            | Dundalk    | Oriel Park         | 6.000     |
| Finn Harps            | Finn Harps            | Ballybofey | Finn Park          | 7.500     |
| Galway United         | Galway United         | Galway     | Eamonn Deacy Park  | 5.000     |
| Limerick 37           | Limerick FC           | Limerick   | Markets Field      | 2.500     |
| Shamrock Rovers       | Shamrock Rovers       | Dublin     | Tallaght Stadium   | 5.947     |
| Sligo Rovers          | Sligo Rovers          | Sligo      | The Showgrounds    | 5.500     |
| St Patrick’s Athletic | St Patrick’s Athletic | Dublin     | Richmond Park      | 5.340     |

## Abschlusstabelle
| Pl. | Verein                 | Sp. | S  | U  | N  | Tore    | Diff. | Punkte |
| --- | ---------------------- | --- | -- | -- | -- | ------- | ----- | ------ |
| 1.  | Cork City (P)          | 33  | 24 | 4  | 5  | 067:230 | +44   | 76     |
| 2.  | Dundalk FC (M)         | 33  | 22 | 3  | 8  | 072:240 | +48   | 69     |
| 3.  | Shamrock Rovers        | 33  | 17 | 3  | 13 | 049:410 | +8    | 54     |
| 4.  | Derry City             | 33  | 14 | 9  | 10 | 049:400 | +9    | 51     |
| 5.  | Bohemians Dublin       | 33  | 14 | 5  | 14 | 036:400 | −4    | 47     |
| 6.  | Bray Wanderers         | 33  | 13 | 7  | 13 | 055:520 | +3    | 46     |
| 7.  | Limerick 37 (N)        | 33  | 10 | 10 | 13 | 041:510 | −10   | 40     |
| 8.  | St Patrick’s Athletic  | 33  | 9  | 12 | 12 | 045:520 | −7    | 39     |
| 9.  | Sligo Rovers           | 33  | 8  | 15 | 10 | 033:440 | −11   | 39     |
| 10. | Galway United          | 33  | 7  | 14 | 12 | 045:500 | −5    | 35     |
| 11. | Finn Harps             | 33  | 9  | 3  | 21 | 035:670 | −32   | 30     |
| 12. | Drogheda United (N, R) | 33  | 5  | 7  | 21 | 022:650 | −43   | 22     |

Platzierungskriterien: 1. Punkte – 2. Tordifferenz – 3. geschossene Tore

| (M) | amtierender irischer Meister     |
| (P) | amtierender irischer Pokalsieger |
| (N) | Neuaufsteiger                    |
| (R) | Sieger der Relegation            |

## Kreuztabelle
| Hinrunde (Runden 1–22) | Hinrunde (Runden 1–22) | Hinrunde (Runden 1–22) | Hinrunde (Runden 1–22) | Hinrunde (Runden 1–22) | Hinrunde (Runden 1–22) | Hinrunde (Runden 1–22) | Hinrunde (Runden 1–22) | Hinrunde (Runden 1–22) | Hinrunde (Runden 1–22) | Hinrunde (Runden 1–22) | Hinrunde (Runden 1–22) | 2017                  | Rückrunde (Runden 23–33) | Rückrunde (Runden 23–33) | Rückrunde (Runden 23–33) | Rückrunde (Runden 23–33) | Rückrunde (Runden 23–33) | Rückrunde (Runden 23–33) | Rückrunde (Runden 23–33) | Rückrunde (Runden 23–33) | Rückrunde (Runden 23–33) | Rückrunde (Runden 23–33) | Rückrunde (Runden 23–33) | Rückrunde (Runden 23–33) |
| Bohemians Dublin       | Bray Wanderers         | Cork City              | Derry City             | Drogheda United        | Dundalk FC             | Finn Harps             | Galway United          | Limerick FC            | St Patrick’s Athletic  | Shamrock Rovers        | Sligo Rovers           | Verein                | Bohemians Dublin         | Bray Wanderers           | Cork City                | Derry City               | Drogheda United          | Dundalk FC               | Finn Harps               | Galway United            | Limerick FC              | St Patrick’s Athletic    | Shamrock Rovers          | Sligo Rovers             |
| ---------------------- | ---------------------- | ---------------------- | ---------------------- | ---------------------- | ---------------------- | ---------------------- | ---------------------- | ---------------------- | ---------------------- | ---------------------- | ---------------------- | --------------------- | ------------------------ | ------------------------ | ------------------------ | ------------------------ | ------------------------ | ------------------------ | ------------------------ | ------------------------ | ------------------------ | ------------------------ | ------------------------ | ------------------------ |
|                        | 3:2                    | 0:2                    | 1:4                    | 0:0                    | 0:1                    | 2:0                    | 1:1                    | 1:2                    | 0:4                    | 0:2                    | 2:0                    | Bohemians Dublin      |                          | 0:1                      | 0:0                      | 0:1                      | –                        | –                        | 3:1                      | 1:1                      | –                        | 3:2                      | –                        | –                        |
| 1:2                    |                        | 0:2                    | 3:2                    | 2:1                    | 0:3                    | 5:3                    | 1:0                    | 0:1                    | 1:1                    | 4:2                    | 2:2                    | Bray Wanderers        | –                        |                          | −                        | −                        | 2:1                      | –                        | 2:3                      | 3:3                      | 1:1                      | –                        | 1:0                      | –                        |
| 0:1                    | 2:1                    |                        | 3:0                    | 5:0                    | 2:1                    | 5:0                    | 4:0                    | 4:1                    | 1:0                    | 4:1                    | 2:1                    | Cork City             | –                        | 1:0                      |                          | 0:0                      | –                        | 1:1                      | –                        | 2:1                      | –                        | –                        | –                        | 0:1                      |
| 2:0                    | 2:3                    | 1:2                    |                        | 4:0                    | 3:1                    | 0:2                    | 2:1                    | 1:1                    | 2:2                    | 3:1                    | 4:0                    | Derry City            | –                        | 0:5                      | –                        |                          | 2:1                      | 0:4                      | 3:0                      | –                        | 3:0                      | 1:1                      | –                        | –                        |
| 0:1                    | 0:0                    | 1:4                    | 0:0                    |                        | 0:6                    | 0:2                    | 2:2                    | 0:2                    | 2:0                    | 2:1                    | 1:1                    | Drogheda United       | 1:4                      | –                        | 0:1                      | –                        |                          | –                        | –                        | –                        | –                        | 0:1                      | 0:2                      | 0:0                      |
| 2:0                    | 1:3                    | 0:3                    | 0:0                    | 3:1                    |                        | 4:0                    | 2:0                    | 1:0                    | 3:0                    | 2:1                    | 4:0                    | Dundalk FC            | 0:1                      | 1:0                      | –                        | –                        | 3:0                      |                          | –                        | –                        | 3:0                      | 6:0                      | 0:1                      | –                        |
| 2:1                    | 0:3                    | 0:1                    | 0:2                    | 0:2                    | 0:2                    |                        | 1:1                    | 3:2                    | 3:1                    | 0:1                    | 2:1                    | Finn Harps            | –                        | –                        | 0:1                      | –                        | –                        | 0:2                      |                          | 1:3                      | –                        | –                        | –                        | 1:2                      |
| 1:2                    | 1:2                    | 1:1                    | 0:0                    | 0:1                    | 2:1                    | 2:1                    |                        | 3:1                    | 1:1                    | 1:2                    | 1:1                    | Galway United         | –                        | –                        | –                        | 2:1                      | 4:1                      | 3:4                      | –                        |                          | –                        | 1:1                      | 1:2                      | 3:1                      |
| 0:1                    | 5:3                    | 0:3                    | 1:1                    | 3:0                    | 0:3                    | 1:1                    | 1:1                    |                        | 2:2                    | 0:2                    | 5:1                    | Limerick FC           | 1:0                      | –                        | 2:1                      | –                        | 1:0                      | –                        | 0:2                      | 2:2                      |                          | −                        | –                        | 0:0                      |
| 1:3                    | 1:2                    | 0:3                    | 2:1                    | 2:0                    | 0:2                    | 1:2                    | 1:1                    | 0:2                    |                        | 2:1                    | 1:1                    | St Patrick’s Athletic | –                        | 3:1                      | 4:2                      | –                        | –                        | –                        | 4:0                      | –                        | 2:2                      |                          | 2:0                      | –                        |
| 2:1                    | 2:0                    | 1:2                    | 0:1                    | 4:1                    | 2:1                    | 3:2                    | 2:0                    | 1:1                    | 1:1                    |                        | 1:0                    | Shamrock Rovers       | 1:2                      | –                        | 3:1                      | 0:2                      | –                        | –                        | 4:1                      | –                        | 2:1                      | –                        |                          | 1:1                      |
| 2:0                    | 3:2                    | 1:2                    | 1:1                    | 1:1                    | 0:4                    | 0:0                    | 1:1                    | 3:0                    | 1:1                    | 1:0                    |                        | Sligo Rovers          | 1:0                      | 0:0                      | –                        | 3:0                      | –                        | 1:1                      | –                        | –                        | –                        | 1:1                      | –                        |                          |

## Torschützenliste
| Pl. | Name           | Mannschaft       | Tore |
| --- | -------------- | ---------------- | ---- |
| 01. | Sean Maguire   | Cork City        | 20   |
| 02. | David McMillan | Dundalk FC       | 16   |
| 03. | Dinny Corcoran | Bohemians Dublin | 15   |
| 03. | Gary McCabe    | Bray Wanderers   | 15   |
| 05. | Rodrigo Tosi   | Limerick 37      | 14   |
| 06. | Ronan Murray   | Galway United    | 13   |
| 07. | Aaron Greene   | Bray Wanderers   | 12   |